# Fifty Candles
Fifty Candles er en amerikansk stumfilm fra 1921 af Irvin Willat.

## Medvirkende
- Bertram Grassby som Hung Chin Chung
- Marjorie Daw som Mary-Will Tellfair
- Ruth King som Carlotta Drew
- Wade Boteler som Mark Drew
- William A. Carroll som Henry Drew
- George Webb som Dr. Parker
- Dorothy Sibley som Mah Li
- Edmund Burns som Ralph Coolidge